# Bad Guy (cançó de Billie Eilish)
«Bad Guy» és una cançó de la cantant estatunidenca Billie Eilish, llançada el 29 de març de 2019 com el quart senzill del seu primer disc d'estudi, When We All Fall Asleep, Where Do We Go?. El mateix dia de la seva estrena en les emissores es va estrenar al seu canal de YouTube el videoclip de la cançó.
En els premis Grammy del 2020, va guanyar les categories de Cançó i Enregistrament de l'Any.

## Història

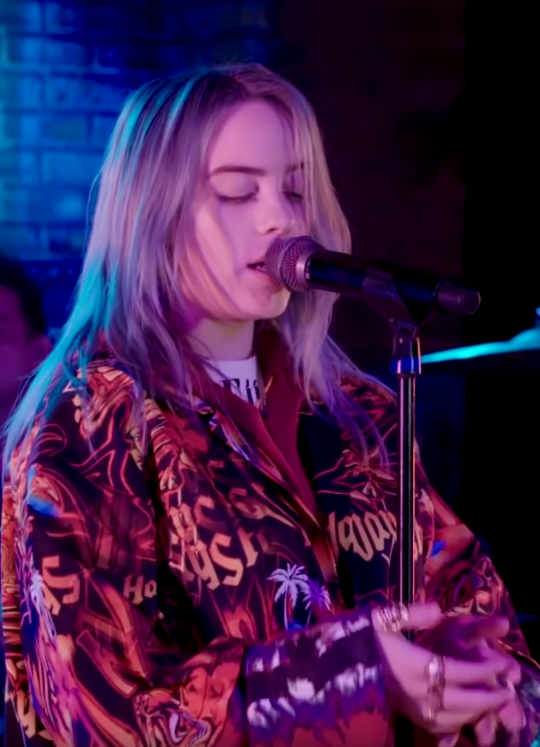
Billie Eilish als MTV

El 20 de març de 2018, Eilish va anunciar que estava treballant en el seu àlbum debut. Aquest es va llançar poc després de complir-se l'any de l'anunci, el 29 de març de 2019, publicant-se simultàniament quatre singles d'aquest, sent Bad Guy l'últim a donar-se a conèixer.

## Composició
La cançó està composta en tonalitat de Sol menor i consta de dues parts; la primera té un tempo moderadament ràpid de 135 batecs per minut, mentre que la veu d'Eilish abasten una gamma de fa2 a do5, i la segona és una paraula parlada, segment que té un ritme lent de 60 batecs per minut. És una cançó electropop que ajunta elements propis del pop i el rock, però també del trap i el house, que utilitza un baix sintetitzat i una bateria amplificats en la seva producció.

## Recepció de la crítica
Chris DeVille, de Stereogum, va descriure la cançó com un "èxit de baix perfil" i va realitzar comparacions amb artistes com Lorde i Fiona Apple. Per la seva banda, Chloe Gilke, d'Uproxx, va anomenar a la cançó "un himne de pop-trap i una interpretació artística immediata".

## Vídeo musical
El videoclip de la cançó es va llançar simultàniament a través del canal de YouTube d'Ellish el mateix 29 de març de 2019. El vídeo va ser dirigit pel nord-americà Dave Meyers. El vídeo comença amb la primera pista de l'àlbum, !!!!!!!, un joc de paraules que mantenen Billie i el seu germà de fons mentre només es pot contemplar una paret groga. En aparèixer Billie en pantalla, es treu de la boca l'aparell de dents i l'hi tendeix a la mà al seu "guardaespatlles".
La resta del vídeo mostra a Eilish ballant frenèticament mentre canvia repetidament a escenes on els seus coloms s'alimenten, li sagna el nas mentre usa un vestit blanc en una habitació blava, aboca llet i cereal en la boca d'un home amb el rerefons d'un desert vermell, muntant en una espècie de tricicle amb una colla d'homes, i asseguda en una paret enfront d'un grup d'homes amb sobrepès que flexionen els seus ventres al ritme. El vídeo acaba amb Eilish asseguda a l'esquena d'un home que fa flexions en una habitació de color vermell fosc.
Va ser acusat de plagiar una sessió de fotos de la revista Toiletpaper per Maurizio Cattelan i Pierpaolo Ferrari.

## Personal
Segons Tidal:
- Billie Eilish – compositora, veu principal
- Finneas O'Connell – compositor, producció
- Rob Kinelski – mesclador
- John Greenham – enginyer de masterització

## Posició en llistes
| Llistes (2019)                               | Posició més alta |
| -------------------------------------------- | ---------------- |
| Alemanya (GfK Entertainment Charts)          | 5                |
| Argentina (Argentina Hot 100)                | 48               |
| Austràlia (ARIA Charts)                      | 1                |
| Àustria (Ö3 Austria Top 40)                  | 2                |
| Bèlgica-Flandes (Ultratop 50 Singles)        | 3                |
| Bèlgica-Valònia (Ultratop 40 Singles)        | 29               |
| Canadà (Canadian Hot 100)                    | 1                |
| Colòmbia (National Report)                   | 22               |
| Corea del Sud (Gaon Digital Chart)           | 107              |
| Dinamarca (Hitlisten)                        | 2                |
| Escòcia (Official Charts Company)            | 3                |
| Eslovàquia (Singles Digitál Top 100)         | 1                |
| Espanya (PROMUSICAE)                         | 17               |
| Estats Units (Billboard Hot 100)             | 1                |
| Estats Units (Billboard - Alternative Songs) | 35               |
| Estats Units (Billboard - Dance Club Songs)  | 44               |
| Estats Units (Billboard - Mainstream Top 40) | 27               |
| Finlàndia (Suomen virallinen lista)          | 1                |
| França (SNEP)                                | 36               |
| Grècia (IFPI)                                | 1                |
| Hongria (Stream Top 40)                      | 1                |
| Irlanda (IRMA)                               | 2                |
| Itàlia (FIMI)                                | 5                |
| Japó (Japan Hot 100)                         | 17               |
| Malàisia (RIM)                               | 2                |
| Mèxic (Mexico Ingles Airplay)                | 1                |
| Noruega (VG-lista)                           | 1                |
| Nova Zelanda (Recorded Music NZ)             | 1                |
| Països Baixos (Dutch Top 40)                 | 13               |
| Països Baixos (Single Top 100)               | 5                |
| Polònia (ZPAV)                               | 30               |
| Portugal (AFP)                               | 4                |
| Regne Unit (UK Singles Chart)                | 2                |
| Romania (Airplay 100)                        | 68               |
| Rússia (Tophit)                              | 6                |
| Suècia (Sverigetopplistan)                   | 2                |
| Suïssa (Schweizer Hitparade)                 | 4                |
| República Txeca (Singles Digitál Top 100)    | 1                |